# アレクサンドル・コロメイツェフ
アレクサンドル・ウラジーミロヴィチ・コロメイツェフ（Александр Владимирович Коломейцев、1989年2月21日 - ）は、現ロシア・ハンティ・マンシ自治管区・ユグラ、スルグト出身の元サッカー選手。現役時代のポジションはMF。

## 経歴

### クラブ
スポーツ・スクールのスパルタク-2(モスクワ)出身。2008年、ロシア・ファーストディビジョン(実質2部)所属のFCトルペド・モスクワに移籍をしてFCウラル・スヴェルドロフスク・オブラスト戦でデビューを飾り31試合に出場した。2009年にはFCスポルト・アカデムクラブ・モスクワに移籍。13試合に出場し4ゴールを挙げた。同年、FCモスクワに移籍をしたが、ユースチームでの出場に留まった。2010年、FCアムカル・ペルミへ移籍をした。2011/2012シーズンは42試合(3776分)に出場をしたが、これはロシア・プレミアリーグの全選手の中で1位の出場時間であった。2011年8月27日第20節のFCゼニト・サンクトペテルブルク戦(0-1)、2011年11月27日第32節のFCロストフ戦(1-1)ではゴールを決めた。アムカルのサポーターが選ぶ2011/2012ベストゴールでは、3つの内コロメイツェフが得点を挙げた2つがノミネートされ、FCロストフ戦で決めた得点がベストゴールに選出された。
2020年7月29日、現役引退を発表した。

### 代表
2011年7月29日、U-21ロシア代表との試合でロシア-2(B代表)に招集されたが出場する事は無かった。8月下旬、再び招集され合宿に参加。同年9月5日、U-23ベラルーシ代表との親善試合でロシア-2デビューを果たした。

## タイトル
ロコモティフ・モスクワ
- ロシアサッカー・プレミアリーグ : 2017-18
- ロシア・カップ : 2016-17